# Ribeirão Piraí
Ribeirão Piraí är ett vattendrag i Brasilien.   Det ligger i delstaten São Paulo, i den sydöstra delen av landet, 800 km söder om huvudstaden Brasília.
Omgivningarna runt Ribeirão Piraí är huvudsakligen savann. Runt Ribeirão Piraí är det tätbefolkat, med 266 invånare per kvadratkilometer.